# Rodolfo Rodríguez de Armas
Rodolfo Rodríguez de Armas fue un escritor, historiador, profesor y académico cubano.

## Biografía
Nació en 1874 en La Habana. Doctor en Filosofía y Letras y licenciado en Derecho, ocupó diversos cargos relacionados con la instrucción pública y fue delegado de Cuba en la tercera Conferencia Internacional de Derecho Marítimo que tuvo lugar en 1909 en Bruselas. Rodríguez de Armas, que a finales del siglo XIX dirigió  la Revista Universitaria, escribió obras de historia y dramas. Fue miembro de número de la Academia de la Historia.